# Кралска лекарска колегия
Кралската колегия на лекарите в Лондон е основана през 1518 г. Още оттогава колегията непрекъснато развива дейността си в подобряването на медицинските услуги, главно чрез обучение и квалификация на нови лекари.